# Либертарианские взгляды на аборты
Либертарианцы выступают за свободу личности и стремятся свести к минимуму роль государства. Дебаты об абортах ведутся в основном в рамках правого либертарианства между культурными либералами и социальными консерваторами, в то время как левые либертарианцы обычно рассматривают их как решенный вопрос, касающийся прав личности, поскольку они поддерживают легальный доступ к абортам как часть того, что они считают правом женщины контролировать свое тело и его функции. Религиозные правые и интеллектуальные консерваторы нападали на таких либертарианцев за поддержку прав на аборт, особенно после распада Советского Союза. Либертарианские консерваторы утверждают, что либертарианские принципы, такие как принцип ненападения (NAP), применимы к человеку с момента зачатия и что всеобщее право на жизнь распространяется на плод в утробе матери. Таким образом, некоторые из этих людей выступают против легальных абортов. Согласно опросу 2013 года, 5,7/10 американских либертарианцев выступают против того, чтобы усложнить женщине возможность сделать аборт.

## Поддержка легальных абортов
Американская писательница и философ русского происхождения Айн Рэнд утверждала, что представление о том, что зародыш имеет право на жизнь, является «порочной бессмыслицей», и заявила: «У эмбриона нет никаких прав. […] Ребенок не может получить никаких прав, пока не родится». Она также написала: «Аборт — это моральное право, которое должно быть оставлено на усмотрение самой женщины; с моральной точки зрения, ничто иное, кроме ее желания в этом вопросе, не должно приниматься во внимание». Леонард Пейкофф, близкий соратник Айн Рэнд и соучредитель Института Айн Рэнд, заявил следующее:

«Этот крошечный нарост, эта масса протоплазмы, существует как часть тела женщины. Это не самостоятельно существующий, биологически сформированный организм, не говоря уже о личности. [...] Приговаривая женщину к принесению своей жизни в жертву эмбриону, мы не отстаиваем „право на жизнь“. Заявление противников абортов о том, что они „за жизнь“, является классической Большой Ложью. Нельзя выступать за жизнь и при этом требовать принести живого человека в жертву комку ткани. Борцы с абортами не являются любителями жизни — возможно, они любят ткани. Но их позиция характеризует их как ненавистников реальных человеческих существ».
Философ-анархо-капиталист и экономист австрийской школы Мюррей Ротбард писал, что «ни одно существо не имеет права жить в качестве паразита внутри или на теле другого человека» и что поэтому женщина имеет право в любое время изгнать плод из своего тела. Однако, объясняя право женщины «изгнать плод из своего тела», Ротбард также писал, что «каждый ребенок, как только он рождается и, следовательно, больше не содержится в теле своей матери, обладает правом на владение собой в силу того, что является отдельной сущностью и потенциальным взрослым. Поэтому должно быть незаконным и нарушать права ребенка, если родитель совершает агрессию против его личности, калеча, мучая, убивая и т. д.». Ротбард также выступал против любого федерального вмешательства в право местных органов власти устанавливать свои собственные законы, поэтому он выступал против решения Верховного суда «Ро против Уэйда». Он считал, что штаты должны иметь возможность разрабатывать собственную политику в отношении абортов. Он также выступал против финансирования налогоплательщиками клиник, где проводятся аборты, написав, что «это чудовищно — заставлять тех, кто ненавидит аборт как убийство, оплачивать такие убийства».
Индивидуалистический анархист XIX века Бенджамин Такер первоначально пришел к выводу, что никто не должен вмешиваться, чтобы предотвратить пренебрежение ребенком, хотя и может пресечь позитивное вторжение. Однако, пересмотрев свое мнение, Такер решил, что родительская жестокость носит невмешательский характер и поэтому не подлежит запрету. Мнение Такера основано на том, что он рассматривал ребенка как собственность матери, пока он находится в утробе матери и до момента его эмансипации (в возрасте, когда он способен заключать договоры и обеспечивать себя), если только мать не распорядилась плодом своего чрева по договору. При этом Такер признавал право матери распоряжаться своей собственностью по своему усмотрению. Согласно логике Такера, «посторонний, применяющий силу к ребенку, вторгается не в ребенка, а в его мать, и может быть справедливо наказан за это».
В книге «Право на аборт: Либертарианская защита» Ассоциация либертарианских феминисток создала то, что они называют «систематической философской защитой морального обоснования аборта с либертарианской точки зрения». Она заключает: «Приносить в жертву существующих людей ради будущих поколений, будь то в лагерях рабского труда для утопических кошмаров марксистов или фашистов, или в нежелательной беременности, обязательном деторождении и тайных абортах с использованием вешалки для назидания поклонников плода, значит создавать ад на земле».
Журнал Capitalism поддерживает позицию права на аборт и пишет:
Зародыш не имеет права находиться в утробе любой женщины, а находится там с ее разрешения. Это разрешение может быть отозвано женщиной в любой момент, потому что ее утроба является частью ее тела... Не существует такого понятия, как право жить внутри тела другого, то есть нет права на порабощение... Женщина — это не племенной поросенок, принадлежащий государству (или церкви). Даже если бы зародыш развился до такой степени, что мог бы выжить как самостоятельное существо вне утробы беременной женщины, у него все равно не было бы права находиться в утробе женщины.

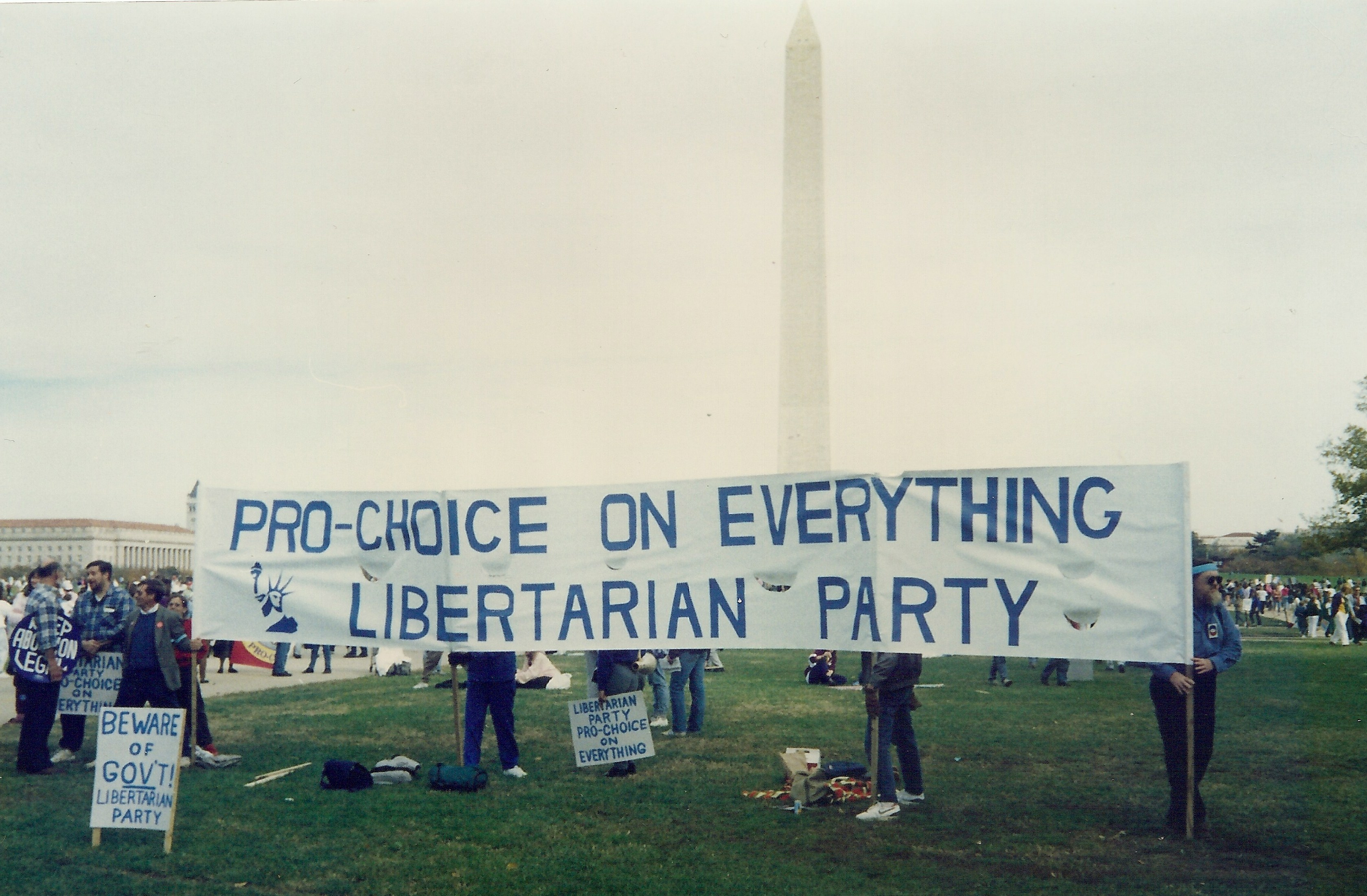
Либертарианцы на марше за права аборта 12 ноября 1989 года в Вашингтоне, округ Колумбия.

Гарри Браун, кандидат в президенты от Либертарианской партии США в 1996 и 2000 годах, отверг термины «pro-life» и «pro-choice» и заявил по поводу абортов: «Что бы мы ни считали абортом, мы знаем одно: правительство не работает, и оно так же неспособно устранить аборты, как оно неспособно устранить бедность или наркотики».
Кандидат в президенты от Либертарианской партии в 2004 году Майкл Баднарик занимал аналогичную позицию, написав: «Я выступаю против правительственного контроля над вопросом абортов. Я считаю, что передача правительству контроля над этим вопросом может привести к увеличению количества абортов, а не к уменьшению их числа, потому что маятник власти качается влево-вправо. Этот сдвиг может привести к тому, что власть над политикой окажется в руках тех, кто требует строгого контроля над численностью населения. Правительство, которое может запретить аборты, может так же легко их санкционировать, как это сейчас происходит в Китае». Кандидат в президенты от партии в 2012 году Гэри Джонсон хотел сохранить аборты легальными.

### Предыдущая национальная платформа Либертарианской партии США
Политическая платформа Либертарианской партии на 2012 — май 2022 года гласит: «Признавая, что аборт является деликатным вопросом и что люди могут придерживаться добросовестных взглядов с любой стороны, мы считаем, что правительство не должно вмешиваться в этот вопрос, оставляя его на рассмотрение каждого человека по совести».

### Другие организации
Другие либертарианские организации, защищающие права на аборт, включают Ассоциацию либертарианских феминисток и Pro-Choice Libertarians.

## Противники легальных абортов
Либертарианская группа «Либертарианцы за жизнь», выступающая против абортов, утверждает, что люди на зиготической, эмбриональной и фетальной стадиях развития имеют те же права, что и люди на неонатальной стадии и далее. Представитель группы Дорис Гордон отмечает, что принципы как Либертарианской партии, так и объективистской этики требуют определенных обязательств по отношению к детям и противопоставляет им принцип ненападения:
Ненападение — это постоянное обязательство: оно никогда не является факультативным ни для кого, даже для беременных женщин. Если бы обязательство ненападения не действовало, то зарабатывание денег по сравнению с их кражей и секс по обоюдному согласию по сравнению с изнасилованием были бы морально безразличными видами поведения. Обязательство не проявлять агрессию является дополитическим и доправовым. Оно не вытекает из контракта, соглашения или закона; скорее, такие устройства предполагают это обязательство. Это обязательство существует даже в естественном состоянии. Это связано с тем, что обязательство вытекает из нашей человеческой природы, и мы приобретаем эту природу в момент зачатия.

### Эвикционизм
Уолтер Блок, ротбардианский писатель и профессор экономики в Университете Лойолы в Новом Орлеане, предлагает альтернативу стандартному выбору между «pro-life» и «pro-choice», которую он называет «эвикционизм». Согласно этой моральной теории, акт аборта должен быть концептуально разделен на (а) изгнание плода из утробы матери и (б) убийство плода. Опираясь на либертарианскую позицию против посягательства и убийства, Блок поддерживает право на первый акт, но, за исключением определенных обстоятельств, не на второй. Он считает, что женщина может законно сделать аборт, если (а) плод нежизнеспособен вне утробы матери или (б) женщина публично объявила о своем отказе от права на опеку над жизнеспособным плодом, и он не был заявлен.

### Департуризм
Департуризм — это теория, разработанная Шоном Парром, которая, как и эвикционизм, утверждает, что мать может выселить, но не убивать непосредственно «нарушителя» плода, но, в отличие от эвикционизма, она не может убить его путем выселения. Мать, если ее действия должны соответствовать мягкости (элемент права ex ante, аналогичный элементу пропорциональности ex post), должна позволить нарушителю уйти до тех пор, пока выселение не перестанет влечь за собой его смерть. То есть, только смертельное (или иным образом серьезно травмирующее) выселение плода во время нормальной беременности, по мнению департуризма, противоречит мягкости и, таким образом, является нарушением НПД.

### Политические чиновники, выступающие против абортов

#### Рон и Рэнд Пол
Республиканец, выступающий против абортов, и бывший конгрессмен-либертарианец Рон Пол говорит в книге «Аборт и свобода»:
Не случайно, что сегодняшний спор об абортах происходит в то время, когда свобода в целом находится под угрозой в Соединенных Штатах, а также в других западных странах. Не случайно и то, что геноцид, аборты и эвтаназия практиковались при Гитлере, и что все эти три явления характерны для тоталитарных государств. Даже сегодня коммунистические правительства варьируют свою позицию в отношении абортов, руководствуясь исключительно экономическими расчетами: нужно ли больше или меньше рабов.
Его основная позиция заключается в том, чтобы отменить закон Roe v. Wade и позволить штатам решать этот вопрос. Сын Рона Пола, сенатор-республиканец Рэнд Пол, называет себя «полным пролайф» и поддерживает «любое законодательство, которое положит конец абортам или приведет нас в направлении прекращения абортов».

#### Боб Барр
В 2008 году кандидатом в президенты от Либертарианской партии был Боб Барр, который с 2011 года является республиканцем, называет аборты «убийством» и выступает против легализации абортов.

#### Джастин Амаш
Перешедший в республиканцы либертарианец Джастин Амаш выступает против абортов и федерального финансирования абортов. Он характеризует себя как «стопроцентного сторонника пролайф» и в 2017 году проголосовал за федеральное законодательство о запрете большинства абортов после 20 недель беременности.
Амаш проголосовал «присутствовал», а не «да» или «нет», при принятии закона о непрерывных ассигнованиях на 2011 год, который предусматривал прекращение федерального финансирования организации «Planned Parenthood». Хотя он поддерживает прекращение федерального финансирования Planned Parenthood, он воздержался от принятия закона о запрете финансирования, утверждая, что «законодательство, в котором названы конкретные частные организации, подлежащие запрету (а не все организации, занимающиеся определенной деятельностью), является неправильным» и «возможно неконституционным» биллем об опале.
В мае 2012 года Амаш был одним из семи республиканцев, проголосовавших против закона о недискриминации в дородовой период, который бы признал преступлением то, что врач делает аборт женщине, желающей прервать беременность, на основании пола плода. Он раскритиковал законопроект, назвав его неэффективным и практически неисполнимым, и заявил, что Конгресс «не должен криминализировать мысль», заявив при этом, что, по его мнению, «все аборты должны быть незаконными».

#### Остин Петерсен
Остин Петерсен, кандидат в президенты от Либертарианской партии в 2016 году и кандидат в сенаторы от республиканцев в 2018 году, является верующим и сторонником последовательной жизненной этики, что означает, что он выступает как против абортов, так и против смертной казни.

### Политические эксперты по борьбе с абортами
Ведущий ток-радио Ларри Элдер утверждает, что решение Roe v. Wade должно быть отменено, называя его «одним из худших решений, которые когда-либо выносил Верховный суд». Он называл аборты «убийством» и считает, что законы об абортах должны приниматься на уровне штатов.
Экономист и социальный теоретик Томас Соуэлл осудил частичный аборт. Соуэлл также осудил селективные аборты, назвав их «самым основным видом дискриминации».
Колумнист Нэт Хентофф был решительным противником абортов и считал, что последовательная жизненная этика должна быть точкой зрения истинного гражданского либертарианца.